# جرائم بورك وهير
ارتكب بورك وهير 16 جريمة قتل موزعة على فترات امتدت إلى عشرة أشهر في عام 1828 في مدينة أدنبرة في أسكتلندا. وكان ويليام بورك وويليام هير بعد ارتكابهم لهذه الجرائم يبيعون الجثث على الدكتور روبرت نوكس ليقوم بتشريحها وعرضها على طلابه في محاضراته.
كانت مدينة إدنبرة مركزاً أوروبياً رائداً في مجال علم دراسة التشريح في أوائل القرن التاسع عشر، وفي وقت من الأوقات واجه المركز عجزا في تأمين الأعداد الكافية من الجثث بطرق نظامية وذلك بسبب الطلب المتنامي عليها. وينص القانون الإسكتلندي على أن تأمين الجثث لأغراض طبية لا يكون إلا عن طريق من لقوا حتفهم في السجن أو عن طريق حالات الانتحار، أو من اللقطاء والأيتام. وأدى هذا النقص الشديد في الحصول على الجثث إلى زيادة في سرقة جثث الأموات من القبور على يد مجموعة أُطلق عليها لاحقا اسم «رجال البعث». وفاقمت الاجراءات المتخذة الرامية إلى ضمان عدم سرقة الأموات من قبورهم مشكلة هذا النقص. وعندما توفي أحد المُستأجرين في نُزل الرجل هير، سارع هير إلى صديقه بورك طالباً منه المشورة، فقرر الاثنين بيع جثة الرجل على الدكتور نوكس. وحصل الاثنان على 7 جنيهات في مقابل الجثة، وكان المبلغ بالنسبة لهم مبلغا سخيا. وبعد هذه الحادثة بشهرين تقريبا، كانت هناك امرأة تسكن في نُزل هير وكانت السيدة تعاني من الحُمى في وقتها، فخشي هير على زبائنه من النفور من نزله وتركه بسبب مرض السيدة، فعمد الاثنان، هير وبورك، على قتلها وبيع جثمانها للدكتور نوكس. واستمر الرجلان على هذه الحالة بالقتل وربما أن زوجتي هير وبورك كانتا على علم بجرائم زوجيهما. في النهاية انفضح أمر الرجلين وذلك بعد ما اكتشف أحد النُزلاء جثة السيدة مارغريت دوكرتي وهي آخر ضحاياهم، فهرول مُسرعا وأبلغ الشرطة بالجريمة.
أظهر فحص الطب الشرعي أن سبب وفاة السيدة دوكرتي هو تعرضها إلى الخنق ولكن لم يكن بمقدورهم في وقتها اثبات هذا السبب. وعلى الرغم من أن الشرطة تشتبه في تورط بورك وصديقه هير في جرائم قتل أخرى، إلا أنه ليس هناك دليل يدينهما. وعندها لجأت الشرطة إلى هير وطلبت منه التعاون والشهادة ضد زميله بورك باقترافه لجرائم القتل في مقابل أن تمنحه الشرطة الحصانة القانونية من الملاحقة القضائية. وفعلا قدم هير تفاصيل كاملة عن جريمة قتل السيدة دوكرتي كما واعترف كذلك بالـ 16 جريمة قتل الأخرى؛ وعندها وُجههت ثلاث تهم رسمية بالقتل ضد بورك وزوجته. خلال المحاكمات اللاحقة وجدت المحكمة بورك مذنبا بارتكاب جريمة قتل واحدة وحكمت عليه المحكمة بالإعدام. أما القضية ضد زوجته فرأت المحكمة أنها لم يثبت ضدها شيء— وهو حكم قضائي اسكتلندي يحكم بتبرئة المتهم ولكن من دون الإعلان والتصريح ببراءتهم. وبعد المحاكمة بفترة قصيرة، تم تنفيذ حكم الإعدام علي بورك شنقاً؛ وصدر أمر بتشريح جثته وعرض هيكله العظمي في المتحف التشريحي في كلية الطب بأدنبرة وهي إلى يومنا هذا من العام 2018 لا تزال معروضة هناك.
وقد رفعت هذه الجرائم نسبة الوعي لدى الرأي العام بمعضلة الحاجة إلى الجثث الخاصة بالتشريح لأغراض بحثية طبية مما نتج عنه لاحقا إقرار قانون التشريح في عام 1832. كما خرجت لاحقا بعض الكتب التي أخذت تروي قصة الرجلين، كما وظهرت شخصيتهم في مشاهد مرأية تُجسدهما إما على نحو خيالي أو في أعمالاً روائية مُلهمة.

## معلومات أساسية

### التشريح في القرن 19 إدنبرة
كانت مدينة أدنبرة في أوائل القرن 19 تعج بالعديد من المعلمين الرُواد في علم التشريح، فمثلا المُعلم الكسندر مونروابنه الذي يسمى كذلك بالكسندر، وجون بيل، وجون قوودسير وروبرت نوكس، حيث ساهم كل منهم في تطور علم التشريح ودخوله زمن عصر العلم الحديث. وبفضل جهودهم تحولت مدينة أدنبرة أحد مراكز أوروبا الرائدة في دراسة علم التشريح، إلى جانب مدينة ليدن في هولندا ومدينة بادوا الإيطالية. ويحتاج تدريس علم التشريح—الذي يُعد ضروريا في علم دراسة الجراحة— إلى توفير العدد الكافي من الجثث، ومع التقدم العلمي ارتفعت وتيرة الطلب على هذه الجثث. وينص القانون الإسكتلندي على شريطة الحصول على جثث التشريح فقط إما من خلال من مات في السجون أو من مات منتحراُ أو عن طريق جثث اللقطاء والأيتام. ونظراُ لتقدم مراكز التدريب التشريحي في أدنبرة وارتفاع شعبيتها، لم تعد طلبات العرض بطرقها النظامية كافية على تغطية وسد حاجة الطلب في هذه المراكز؛ فتحول طلاب التشريح والمحاضرين ولصوص المقابر— عُرفوا لاحقا باسم رجال البعث—إلى ممارسة تجارة نبش قبور الموتى اللغير مشروعة.
كان الوضع القانوني في مثل هذه الحالات مرتبكاً. يُعد نبش القبور من الأساس جريمة جنائية، مثلها مثل الاستيلاء على ممتلكات الميت. إلا أن سرقة أجساد الموتى لا تُعد جريمة، كون الجُثة لا تتبع لأي أحد من الناحية القانونية. كانت أسعار جثث الموتى تتفاوت أسعارها آنذاك بحسب فصول السنة. فمثلاً كانت تُباع بـ 8 جنيهات استرليني خلال فصل الصيف نظرا لسرعة تعفنها وتحللها في ظل ارتفاع درجات حرارة الجو، بينما كانت تُباع بـ 10 جنيهات استرليني في فصل الشتاء، بسبب تنامي الطلب عليها في هذه الفترة من قبل علماء التشريح لسهولة حفظها وتخزينها لممد زمنية أطول ومن ثم تشريحها لاحقا على نحو أسهل.
خلال عشرينيات القرن الـ18 خرج سكان مدينة إدنبرة إلى الشوارع احتجاجاً على الزيادة المتنامية في أعداد نبش القبور وسرقتها. وحتى يضع حداً لهذه الظاهرة المتزايدة، لجأت أسر الموتى إلى استخدام العديد من الأساليب محاولين منع اللصوص من الوصول إلى جثث موتاهم: فمثلا كانوا يعينون حراس تُراقب القبور، وشيدت بعض المقابر أبراجاً للمراقبة؛ وعمدت بعض الأسر على تأجير لوح حجري ضخم يُوضع فوق القبر مؤقتاً—حتى تبدأ جثة الميت بالتحلل فتفقد قيمتها من الناحية التشريحية. واستخدمت بعض الأُسر ما يسمى بـmortsafe, وهو عبارة عن قفص حديدي يُحيط بالتابوت من كل جانب. إلا أن هذه الأساليب ويقظة الناس ضد ظاهرة نبش القبور أدت لاحقا إلى ما اسماه المؤرخ روث ريتشاردسون بـ «حالة من احتدام الأزمة» بين علماء التشريح بسبب النقص الحاد في الحصول على الجثث. يقول المؤرخ تيم مارشال أن هذا الوضع هو ما حدا بـ «بورك وهير إلى الإستنتاخ المنطقي الذي خلُصا إليه وهو: بدلا من أن ننبُش قبر الميت ونسرق جثته ومن ثم نبيعها بعد ذلك، لما لا نتجه مباشرة إلى قتل الأحياء في مُقابل الحصول على الحوافز المالية المجزية».

### الدكتور روبرت نوكس

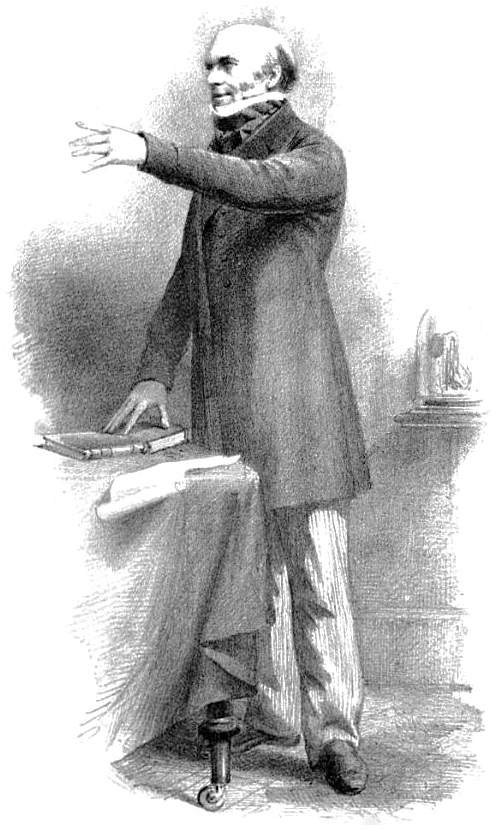
الدكتور روبرت نوكس

يُعد الدكتور نوكس طبياُ متمرساُ في علم التشريح منذ العام الـ 1814. وقد أُصيب بالعمى في أحد عينيه وتشوه في عينه الأخرى بعدما فتك به مرض الجدري في بداية طفولته. خدم الدكتور نوكس طبيباً في الجيش أثناء معركة واترلو في عام 1815، وبعدها أُعيد إلى الخدمة في إنجلترا ومن ثم خدم في جنوب أفريقيا خلال ما سمى بـمعرك حدود الكيب (1819) وهي معارك ضد قبائل الهوسا في جنوب أفريقيا. وفي نهاية المطاف عاد مرة أخرى إلى مسقط رأسه واستقر في مدينة ادنبره في عام 1820. وفي عام 1825 انظم إلى الكلية الملكية للجراحين في إدنبرة، وبدأ يحاضر في علم التشريح. وكان يومياً خلال محاضراته يقوم بالتشريح على دفعتين، وكان يًروج لمحاضراته تحت شعار «نعدك بشرح تشريحي كامل على جثث حقيقة وحديثة»; ويذكر الدكتور نوكس أن محاضراته كانت تجذب ما يفوق عدد 400 طالب. تقول كلير تايلور مؤلفة سيرة الدكتور نوكس ونشرها على موسوعة السير الوطنية, أن الدكتور نوكس «كون لنفسه سمعة ممتازة وكبيرة كأستاذ ومحاضر ساهم ولوحده تقريبا في علو كعب دراسة علم التشريح في بريطانيا». وتقول إيزابيل راي وهي أيضا مؤلفة أخرى كتبت سيرة عن الدكتور نوكس ترى فيها أنه «لولا عمل الدكتور نوكس لما أحرزت بريطانيا تقدما في علم دراسة التشريح».

### ويليام بورك وويليام هير

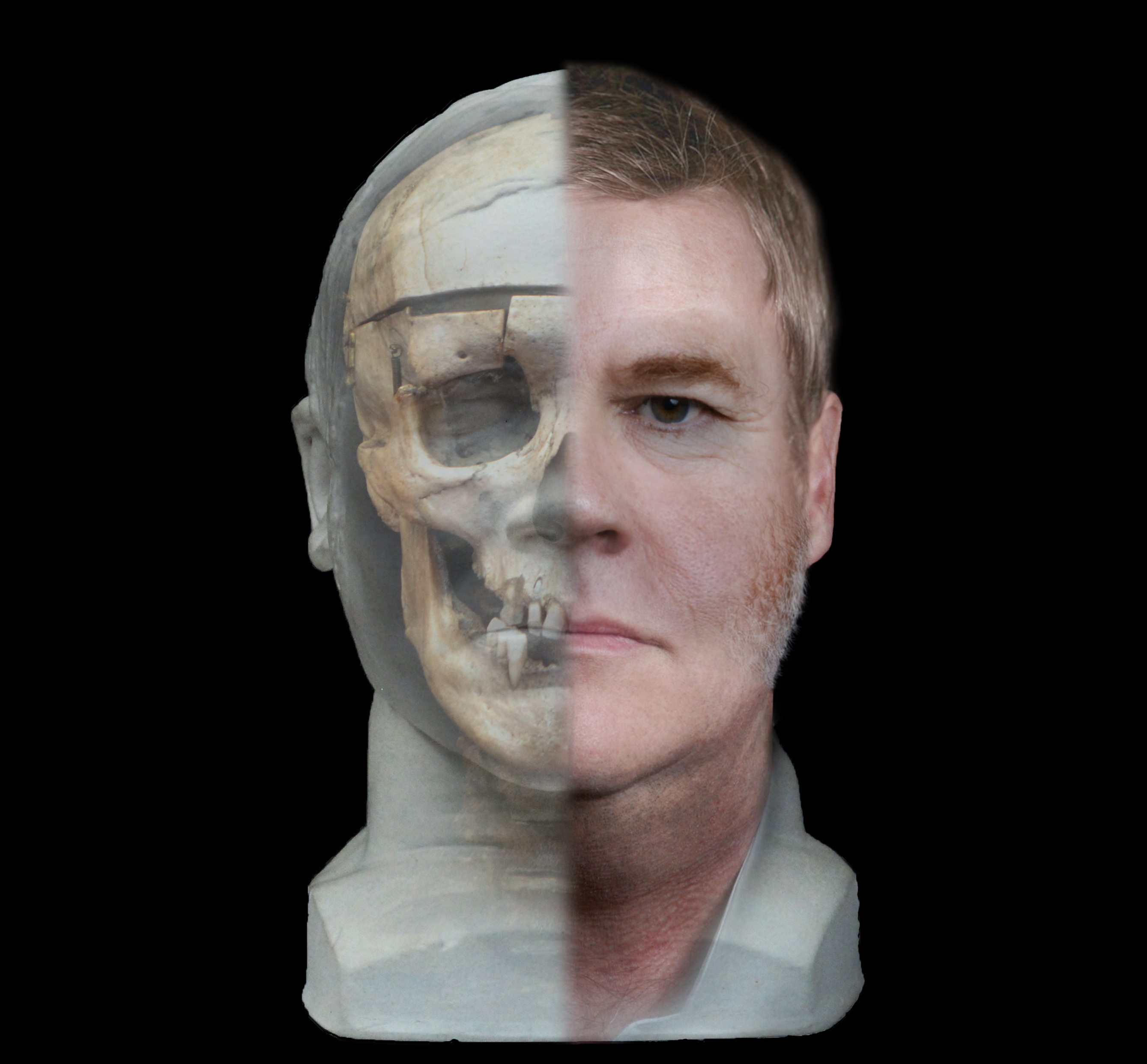
إعادة ترميم وبناء لوجه ويليام بورك

وُلد ويليام بورك في عام 1792 لأسرة مكونة من ابنين من عائلة تنحدر من طبقة متوسة في مدينة أورني في مقاطعة تايرون في إيرلندا. نشأ بورك هو وأخيه قسنطنطين نشأة جيدة وخدم الاثنين في الجيش البريطاني وهما في سن المراهقة. أما بورك فخدم في ميليشيا دونقال حتى التقى بزوجته وهي من مقاطعة مايو، وهنك استقر لاحقا. ولكن لم يدم زواجهما طويلا؛ ففي العام 1818، حدث شجار ومشادة بين بورك وبين والد زوجته حول ملكية أحد الأراضي، مما حدا ببورك إلى هجر زوجته وعائلته. انتقل بعدها إلى اسكتلندا وعمل هناك في ما يسمى بـ قناة الاتحاد. واستقر به الحال في قرية صغيرة من قرى مادستون بالقرب من فالكيرك، وبنى له هناك منزلاً بصحبة هيلين ماكدوغال، التي كان يناديها باسم نيللي حُبا فيها، وهي التي أصبحت لاحقا زوجته الثانية. وبعد بضع سنوات، انتقل الزوجان وتحديدا في في شهر نوفمبر في عام 1827 إلى تينرس كلوز في أدنبرة وذلك بعد ما اكتمل العمل على شق القناة. وهناك أصبح الزوجان من الباعة المتجولين على بيع الملابس المستعملة على السكان المحليين. وبعدها عمل بورك اسكافياً، وهي الحرفة التي نجح فيها ودرت عليه بعض من المال، فكان يكسب أكثر من جنيه واحد استرليني في الأسبوع. كان يُعرف بورك في الحي على أنه اسكافيا جاداً كادحاً يتمتع بحس فكاهي، فكان دائما ما يغني لعملائه ويراقصهم أمام منازلهم وهو يبعهم. على الرغم من أنه نشأ وتربى على المذهب المسيحي الكاثوليكية الرومانية، إلا أنه اعتنق واعتاد الصلاة على المذهب المشيخية وبدأ يحضر جماعتهم في القارسماركيت؛ وكان نادرا ما تجده يجمل بيده الكتاب المقدس.

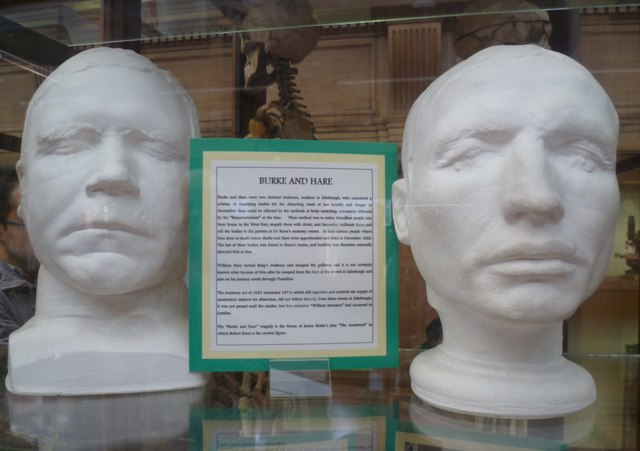
قناع الموت لبورك (يسار) وقناع الحياة لهير (يمين)

يُعتقد أن ولادة ويليام هير كانت في مقاطعة أرما أو في مقاطعة لندنديري أو ربما في نيوري. ولا يُعرف بالضبط متى وُلد وكم كان عمره; إلا أنه عندما اعتقل في عام 1828 ذَكر أنه يبلغ من العمر 21 سنة، ولكن تشير أحد المصادر إلى أنه وُلد بين عامي 1792 و 1804. ولا تزال المعلومات عن بداية حياته ضئيلة للغاية، ولكن ربما كان يعمل مزارعاً في ايرلندا قبل أن يغادرها متجهاً إلى بريطانيا. ومن ثم عمل لمدة سبع سنوات في قناة الاتحاد قبل أن ينتقل إلى مدينة إدنبرة في منتصف عشرينيات القرن الـ 18، ليعمل مساعداً في منجم للفحم. وبعدها استقر في تانر كلوز، في بيت رجل يدعى لوغ وزوجته مارغريت ليرد بالقرب منطقة الميناء الغربي من المدينة. وبعدما توفي لوغ في عام 1826، تزوج هير على الأرجح من زوجته مارغريت. ووفقاُ لمصادر معاصرة، يصفه براين بيلي في كتابه تاريخ جرائم القتل على أنه رجلاً «أمياً وفظاً —وذو شخصية مشاكسة تفتعل المشاكل وعنيف في التعامل ويفتقر إلى الأخلاق وكانت تعلو وجهه وحاجبيه بعض الندوب لجروح أُصيب بها قديماً». أما زوجته مارغريت وهي كذلك إيرلنديه مهاجرة إلى بريطانيا فيصفها بيلي بأنها «امرأةً فاسقة وصعبة المراس وسليطة اللسان».

وفي العام 1827 التقى بورك وماكدوغال بوليام هير عندما ذهبا إلى مدينة بنيسوك في مقاطعة ميدلوذيان يعملان هناك في موسم الحصاد. ومن هنا أصبح الرجالان أصدقاء؛ وبعد عودة بورك وماكدوغال إلى مدينة إدنبرة، سكنوا في نُزل يمتلكه هير، وسرعان ما عُرف الرجلان لاحقا بسلوكهما الصاخب وبافراطهما المُسرف في معاقرة المُسكرات.

## أحداث ما بين نوفمبر عام 1827 إلى نوفمبرعام 1828
في يوم 29 نوفمبر من عام 1827 توفي رجلاُ يُدعى دونالد من داء الاستسقاء وهو أحد المستأجرين لدى نُزل هير وكانت وفاته قبل أن يستلم معاشه التقاعدي ويدفع لهير مبلغ الأربع جنيهات قيمة الإيجار. ابدى هير امتعاضه وسخطه لصديقه بورك وشكا له خسارته المالية جراء وفاة دولند قبل أن يُسدده مبلغ الأجار، وحينها قرر الاثنان بيع جثه إلى أحد العاملين بحقل التشريح في المنطقة. وعُمل للجثة تابوتا للدفن صنعه نجاراً استلم قيمته من أبرشية الكنيسة. وبعد أن غادر النجار فتح الاثنان التابوت، وأخرجا الجثة—التي كانا يخفيانها تحت السرير وقاما بحشو التابوت بلحاء الشجر حصُلا عليه من بعض الدباغين المحليين ومن ثم أقفلا التابوت مرة أخرى. وبعد حلول الظلام يوم دفن التابوت، أخذوا الجثة إلى جامعة ادنبره وبحثوا لهم عن مشتري. ووفقا لإفادة بورك لاحقا يقول أنهم أرادو من يرشدهم إلى موقع الأستاذ مونرو، ولكن أحد الطلاب أرسلهم إلى مبنى الدكتور نوكس الذي يتواجد في موقع مربع الجراحين. وعلى الرغم من أن أحد المُبتدئن هو أول من استقبلهم وتعامل معهم في البداية واتفق معهم على امكانية بيع الجثة، إلا أن الدكتور نوكس هو من حضر بنفسه وثبت سعر البيع على 7.10 جنية استرليني. وكان نصيب هير هو 4.05 جنيها في مقابل 3.05 لبورك ; وكانت تغطية خسارة هير من قيمة الأجار الغير مدفوعة من دونالد هي السبب وراء ارتفاع مبلغ حصة هير. ووفقا لاعترافات بورك الرسمية يقول أن أحد مساعدي الدكتور نوكس عرض عليهما وهما يهمان بمغادرة الجامعة أن علماء التشريح «سيكونوا سعداء برؤيتهم مرة أخرى في حال أرادا بيع جثة أخرى والتخلص منها».
ليس هناك اتفاق موحد يُشير إلى ترتيب وقوع جرائم القتل الزمني. قدم بورك اعترافين ولكن في كل إفادة كان يعطي تسلسلين زمانين مختلفين عن جرائم القتل. ففي اعترافه الأول وهو الاعتراف الرسمي الذي أقر به في يوم 3 يناير عام 1829 أمام الشريف-المناوب وأمام وكيل المدعي العام وكذلك أمام كاتب مساعد الشريف. أما في اعترافه الثاني فكان على نحو مقابلة مع جريدة إدنبرة كورانت نُشرت في يوم 7 فبراير عام 1829. وفي كلا هذين الاعترافين تختلفان بدورها مع التسلسل الزمني الذي أقر به هير في إفادته، على الرغم من أن بورك وهير يتفقان على العديد من النقاط حول جرائم القتل. وكذلك تختلف التقارير المعاصرة عن اعترافات الرجلين. فمثلا أحدث المصادر الأخيرة، بما فيها كتابات ريان بايلي وليزا روزنر وأوين دادلي إدواردز، يا إما تنقل عن نسخ تاريخية وتأخذ منها أو أنها تُقدم نسخ جديدة وخاصة توضح فيها الترتيب الأحداث الزمني.
وتتفق معظم المصادر على أن أول جريمة قتل ارتكبها بورك وهير وقعت في شهر يناير أو فبراير 1828 بحق إما أحد العاملين في طاحونة ويدعى جوزيف ممن كان يسكن في نُزل هير أو كانت بحق امرأة تعمل بائعةً للملح وتُدعى بأبيقيل سيمبسون. وتعتقد المؤرخة ليزا روزنر أن جوزيف هو الأقرب بين الاثنين؛ وتستطرد قائلةً أن بورك وهير قتلا جوزيف بكتم نفسه بوسادة، بينما اعتمد أسلوبهما في القتل لاحقا في بقية الضحايا على استخدام كف اليد لسد مجرى التنفس من الأنف والفم. ويميل كذلك الروائي السير والتر سكوت، الذي تحمس كثيرا لقصتهما وكتب عنها، إلى أن عامل الطاحونة هو من قُتل أولاً، كما وأشار أيضاً إلى أن «هناك دافع آخر دفعهم إلى قتل جوزيف», وهو أن جوزيف كان من الأساس مُصاباً بالحمى وكان في حالة هذيان. وكان هير وزوجته قلقين جدا على احتمالية انتقال مرض جوزيف إلى الآخرين ومن ثم تفشي المرض في النُزل مما يعني تضرُر تجارتهما وكسادها. وكالعادة عاد هير يستشير رفيقه بورك عن حالة جوزيف، وبعدها عمد الاثنان على تقديم شراب الويسكي للضحية ومن ثم قام هير بخنق جوزيف بينما كان بورك يجلس بكامل ثقله فوق الضحية مُقيداً حركته. ومُجددا حملا الجثة مرة أخرى إلى الدكتور نوكس، الذي دفع فيها هذه المرة مبلغ 10 جنيهات استرليني. وتُعد المؤرخة روزنر أن طريقتهما في القتل هذه كانت بارعة: فعندما يثب بورك ويستخدم ثقله وهو يجلس على صدر الضحية تتقيد حركة المغدور فعلاً ولا تُتصدر منها أي جلبة وضوضاء كما وتُفيد هذه الحركة أيضاً في وقف انبساط الصدر وتوسعه مما يمنع تسرب الهواء بين قبضة يد هير المُحكمة على فم الضحية. ووفقاً لرأي روزنر فإن هذه الطريقة في القتل «يصعُب اكتشافها عمليا إلى وقت قريب بعدما تطور الطب الشرعي في عصرنا الحديث».
ولا يزال أيضا التسلسل الزمني لوقت وقوع جريمة قتل الضحيتين التالية غير واضح؛ فروزنر مثلا تعتقد أن قتل الضحية أبيقيل سيمبسون سبق جريمة قتل رجلاً انجليزيا مستأجراً لدى نُزل هير من سكان شيشاير،  بينما بيلي ودادلي إدواردز يعتقدان أن الصحيح هو العكس؛ أي أن قضية المُستأجر الإنجليزي حدثت أولاً ومن ثم جريمة قتل سيمبسون. ولا يُعرف حتى الآن اسم الضحية الإنكليزي الذي كان بائعا متجولاً يبيع الساعات والولاعات قد تعرض لمرض اليرقان وهو يسكن في نُزل هير. كما هو الحال مع الضحية جوزيف خشي هير على تجارته من تفشي المرض بين النُزلاء وبالتالي تضرر تجارته، فاتبع هو وصديقه بورك الأسلوب نفسه الذي قتلا به عامل الطاحونة: وهو تكميم فم وأنف الرجل بكف يد هير بينما يتولى بورك بتثبيته وشل حركته ومنعه من إصدار أي جلبة وذلك بالجلوس فوقه. أما سيمبسون فهي امرأة متقاعدة تعيش في قرية قليمرتون المجاورة وتزور مدينة إدنبرة تتكسب ببيع الملح كي يساعدها في العيش مع معاشها التقاعدي. وفي يوم 12 فبراير 1828—وهو التاريخ الوحيد الدقيق الذي يُنقل عن بورك من اعترافاته—دُعيت مرة إلى نُزل هير وعمدوا على تقديم الكحول لها بافراط حتى يتأكد لهم أنها لا تقدر على العودة مرة أخرى إلى منزلها في تلك اللية. وبعد لحظات من قتلها، قام بورك وهير على وضع جثتها في صندوق تخزيم الشاي وبيعها على الدكتور نوكس. وكان يحصل الاثنان على مبلغ 10 جنيهات في مقابل كل جثة، وفي أحد اعترافات بورك يقول أن جثة سيمبسون استلمها «الدكتور نوكس وهي لازالت تحتفظ بحرارتها ... ولكن [الدكتور] لم يطرح أي سؤال حيال وضعها». وفي شهر فبراير أو مارس من العام نفسه دعت مارقريت زوجة هير امرأة عجوزاً إلى النُزل. وقدمت لها ما يكفي من شراب الويسكي حتى غلبها النوم، وعندما عاد هير بعد ظهر ذلك اليوم، قام بسد فم وأنف هذه السيدة بقطعة قماش خشنة من السرير ومن ثم تركها هناك. وبحلول الظلام كانت السيدة قد ماتت وبعدها لحق به زميله بورك وقاما بنقل الجثة إلى الدكتور نوكس الذي دفع لهما كذلك 10 جنيهات استرليني.

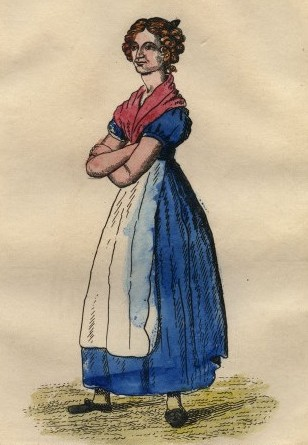
السدة مريم باترسون الذي قتلها بورك وهي في حالة سكر

التقى بورك بامرأتين في بداية شهر أبريل وهما ماري باترسون (وتُعرف أيضا باسم ماري ميتشل) وجانيت براون في منطقة كانون قيت في مدينة إدنبرة. واشترى لهن شراباً كحولياً قبل أن يدعوهن لتناول وجبة الإفطار معه في سكنه. ومن ثم غادروا الحانة سويا ومعهم زجاجاتين من شراب الويسكي وبدلا من أن يذهبوا معه إلى سكنه أخذهم إلى منزل شقيقه. وبعدما غادر أخيه المنزل إلى مقر عمله، احتسى بورك ومعه السيدتين شراب الويسكي كاملاً، فأما «باترسون» سقطت نائمةً على الطاولة؛ أما بورك وبراون استمرا بالحديث مع بعضهما البعض قبل أن تقطع جلستهما زوجة بورك ماكدوغال متهمتاً إياه بأنه على علاقة غرامية مع السيدة براون. وهنا وقع شجار بين بورك وزوجته ماكدوغال فألقى عليها كأساً زجاجيا تسبب في إصابتها بجرح فوق العين— تقول السيدة براون أنها لم تكن على علم بأن بورك كان متزوجاً ومن ثم غادرت المكان; كما وغادرت ماكدوغال هي الأخرى المكان بحثاً عن هير وزوجته. وبعد فترة قصيرة وصل الزوجان، ومن ثم ابعد بورك وهير زوجتيهما خارج الغرفة وقاما بقتل السيدة باترسون وهي تغط في نومها. وبعد ظهيرة ذلك اليوم قاموا بأخذ جثتها إلى الدكتور نوكس في صندوة تخزين الشاي، بينما احتفظت ماكدوغال بملابس السيدة باترسون وتنورتها الداخلية ; واستلم بورك وهير مبلغ 8 جنيهات على جثة باترسون والتي كانت لا تزال دافئة في الوقت الذي سلماها فيه. وتسائل السيد فيرجسون—وهو أحد مساعدين الدكتور نوكس—عن كيف حصلا على الجثة، لأنه يعتقد انه يعرفها. فرد بورك أن الجثة تعود إلى فتاة اسرفت في الشراب حتى ماتت، وأنهما قد ابتاعاها «من امرأة عجوز في منطقة كونان قيت». سعِد الدكتور نوكس بجثة السيدة باتريسون، وحفظها مستخدما شراب الويسكي الكحولي لمدة ثلاثة أشهر قبل أن يقوم أخيرا بتشريحها. وعندما عادت صديقتها السيدة براون في وقت لاحق تسأل عنها أخبراها أنها غادرت إلى مدينة جلاسجو بصحبة بائع متجول.
تقريبا في بداية أو منتصف العام 1828 استأجرت السيدة هالدين لدى نُزل هير والتي كان قد وصفها بورك بأنها «امرأة عجوزاُ ضخمة الجسم». وبعد أن ثمُلت سقطت نائمة في أحد الإسطبلات؛ وعندها قاما بخنقها وبيعها على الدكتور نوكس. وبعد مقتل هالدين بعدة أشهر سكنت كذلك ابنتها (وكانت تُدعى يا إما مارغريت أو بيجي) عند نُزل هير. وأفرطت هي وبورك بالشراب معا ومن ثم قتلها بورك من دون مساعدة زميله هير؛ وقام بعدها بوضع جثتها في صندوق تخزين الشاي ونقلها إلى الدكتور نوكس الذي اشتراها بمبلغ 8 جنيهات استرليني. أما جريمتهم التالية فراح ضحيتها سيدة عجوز نزلت عندهما في شهر مايو عام 1828. ففي إحدى الليالي وبعدما ثمُلت السيدة، خنقها بورك—ولم يكن هير موجودا في المنزل في ذلك الوقت؛ وباع بورك جثتها على الدكتور نوكس مقابل 10 جنيهات. والآن أتى الدور على إفي (أحيانا تُكتب إيفي)، التي كانت تجمع وتبيع «الفحم والرماد» من صناديق القمامة وبقايا الزبائل. كان بورك يعرف إفي من قبل فقد سبق له أن اشترى منها قصاصات جلدية يوم كان يعمل اسكافياُ. تمكن بورك من اغوائها إلى المنزل وقدم لها مشروب الوكسي وبعدما ثملت بما فيه الكفاية عمد هو وهير على قتلها، وقد أعطى فيها الدكتور نوكس 10 جنيهات. أما ضحيتهم التالية فكانت لأمرأة في حالة سُكر ولا تقوى على الوقف عثر عليها بورك. وفي البداية ساعدها شرطياً من المنطقة إلى الوصول إلى مقر سكنها قبل أن يتعهد بورك أمام الشرطي بأنه سيعتني بها بنفسه؛ فأضطر الشرطي على تركها، وبعدها أخذها بورك إلى نُزل هير وقاما هناك بقتلها. وحصلا كذلك على 10 جنيهات أخرى من الدكتور نوكس مقابل جثتها.
ووفقاً لإعترافات بورك في وقت لاحق يقول أننا قتلنا اثنان من المستأجرين في شهر يونيو تعود جثتهما إلى «امرأة عجوز مع حفيدها الصبي الأبكم». فبينما كان الصبي يتدفأ في المطبخ، كانت جدته تتعرض للقتل في غرفة النوم وبالأسلوب المعتاد نفسه. وبعدها عاد بورك وهير وأخذا الصبي إلى غرفة النوم ذاتها وقتلاه هو الآخر أيضا. ويُعلق بورك لاحقاً على أن قتل الصبي أزعجه كثيراً، وكان كثيراً ما يرتعب عندما يتذكر كيف كانت تعابير وجه الولد قبل قتله. وهذه المرة كان صدوق تخزين الشاي الذي عادة ما يستخدموه في نقل الجثث ضيق جدا ولا يستوعب الجثتين، فاضطرا إلى حملهما في برميل السمك وأخذاها إلى منطقة الجراحين في الجامعة، وحصلا على 8 جنيهات عن كل جثة. وبحسب اعترافات بورك يقول بعدما وضعنا البرميل على عربة حصان هير توقف الحصان عن المسير ولم يتجاوز منطقة القراس ماركيت. فاستوقف هير حمالاً يجر عربة في يده وطلب منه المساعدة في نقل البرميل. وعندما عادا إلى منطقة تانر كلوز، أفرغ هير جام غضبه على الحصان واطلق عليه النار فقتله في الحضيرة.
غادر بورك وزجته ماكدوغال في يوم 24 يونيه إلى فالكيرك لزيارة والد ماكدوغال. كان بورك عند مغادرته يعلم بأن زميله هير في ذلك الوقت يعوزه بعض المال وقد سبق له أن رهن بعضاً من ملبوساته. ولما عاد مع زوجته، لاحظوا أن هير كان يرتدي ملابساً جديدة ومعه فائضاً من المال. وبعد أن واجهه وألح عليه بالسؤال نفى هير انه قد ابتاع أي جثة في أثناء غيابه. فما كان من بورك إلا أن توجه للدكتور نوكس ليتأكد منه، فأجابه الدكتور بأن زميله هير فعلا قد جلب له جثة امرأة واشتراها منه يقيمة 8 جنيهات. هذه الحادثة أدت إلى وقوع شجار ومشادة بين الرجلين تبادلا فيها بعض اللكمات. إنتقل على إثرها بورك وزوجته إلى منزل ابن عمه جون بروقان (أو بروجن), على بعد شارعين من منطقة تانر كلوز.
إلا أن مقاطعتهما لبعضهما البعض لم تدم طويلا. ففي أواخر سبتمبر أو أوائل أكتوبر كان هير في زيارة لبورك في الوقت الذي كانت تتواجد فيه السيدة أوسلر (وفي بعض الروايات السيدة هوسلر) وهي تعمل بالغسيل جاءت في ذلك اليوم إلى النُزل بغرض غسيل الملابس. وتمكن الرجالان منها بعدما أسقياها الشراب حتى ثمُلت وبعدها قاما بقتلها وبيع جثتها كالعادة على الدكتور نوكس في ظهيرة ذلك اليوم بمقابل 8 جنيهات استرليني. وبعد مُضي أسبوع إلى أسبوعين على هذه الحادثة، كانت آن دوقال (وفي بعض الروايات آن ميكدوقال) وهي إحدى قريبات ماكدوغال من مدينة فالكيرك في زيارة لماكدوغال ; وما هي إلا أيام قليلة حتى قتلاها بطريقتهم المعهودة وباعا جثتها بـ 10 جنيهات. يقول بورك في وقت لاحق أنه في حدود هذا التوقيت اقترحت عليه مارغريت هير قتل هيلين ماكدوغال نفسها بحجة أنها «امرأة لا يُوثق بها، كما وأنها سيدة اسكتلندية»، لكنه رفض.
الصبي جيمس ويلسون البالغ من العمر 18 سنة والذي يعاني من العرج لتشوه في قدمية وصاحب الشخصية المعروفة لدى الناس في شوارع أدنبرة هو الضحية القادمة في مسلسل ضحايا بورك وهير. وكان يعاني كذلك من تخلف عقلي ووفقا لرأي الكاتبة ألانا نايت صاحبة كتاب تاريخ من جرائم القتل تقول أن الصبي معروف بين الناس باسم دافت جيمس ولم يكن أبداً مؤذياً للناس. كان ويلسون ولداً مشردا يعيش في الشارع ويعتمدا على التسول. في شهر نوفمبر استدرجه هير إلى سكنه واعداً أياه بشراب الويسكي، ومن ثم أرسل زوجته في طلب زميله بورك. وبعدها قاما الاثنان باستدراجه إلى غرفة النوم قبل أن تقفل مارغريت باب الغرفة بالمفتاح وترمي به من تحت الباب. في البداية لم يستسغ ويلسون طعم شراب الوسكي —لأنه كان يفضل شراب السنوف— وكان وقتها لم يصل لمرحلة الثمالة التي كان يصل لها معظم ضحايا بورك وهير؛ كما وكان نداً قوياً وقف في وجه الاثنين، إلا أن الكثرة هزمته فقتل بالطريقة ذاتها التي قُتل بها غيره. وبعدها جُرد من ملابسه واستولى الاثنان على بعضاً من متعلقاته الشخصية: فبورك استحوذ على صندوقه الخاص وهير أخذ ملعقة خاصة بشراب السنوف. وعندما كشف عليه الدكتور نوكس وتلاميذه في اليوم التالي، عرفه أغلب الحاضرين، إلا أن الدكتور نوكس رفض أن يكون هو ذات الشخص الذي يعرفه الطلبة. ولما بدأ ينتشر خبراختفاء الصبي ويلسون، سارع الدكتور نوكس بتشريح جثته قبل الجثث المحفوظة الأخرى ؛ وقد أزال قبل عملية التشريح الرئيسية رأسه وقدميه.

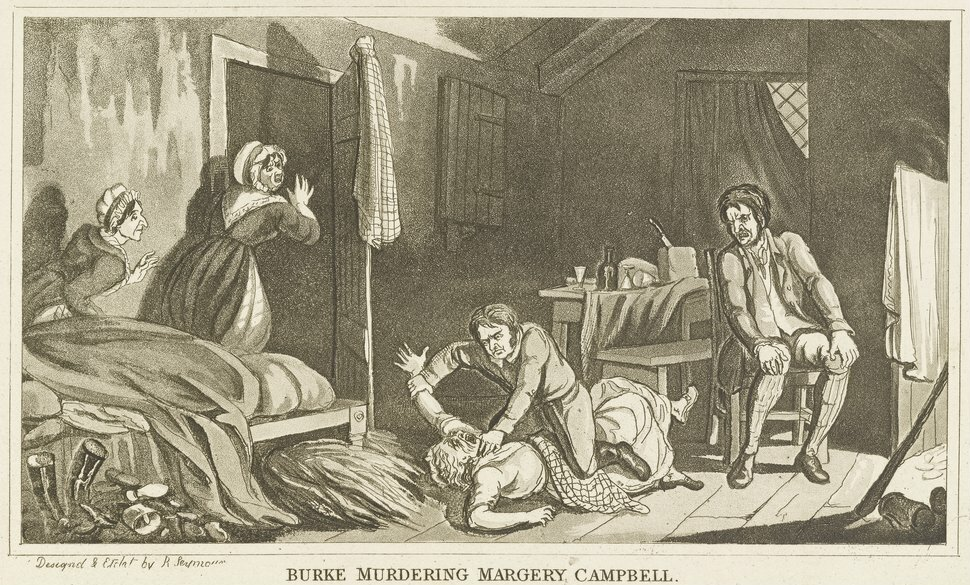
صورة تقريبية لتلهف بورك على قتل مارغريت دوكرتي (المعروف أيضا باسم مارجيري كامبل) من الكاتب روبرت سيمور

كانت السيدة مارغريت دوكرتي وهي امرأة إيرلندية في منتصف عمرها هي آخر ضحية في قائمة جرائم قتل بورك وهير. تمكن بورك من استدراجها إلى نُزل بروقان بعدما ادعى أن أمه هي أيضا من أصول ايرلندية ومن نفس عائلة السيدة، وبعدها انهمك الاثنان بالشراب. وبعدها تركها وهما يتحدثان في معية هيلين ماكدوغال وخرج وكأنه سيحضر المزيد من الشراب، بينما كان هو في الواقع في طريقه إلى زميله هير. وكان المستأجران آن وجيمس قراي مصدر قلق لبورك وهير في النُزل، فدفعا لهما وطلبا منهما المغادرة والسكن ليلة واحدة في نُزل هير بحجة أن السيدة هي أحد أقاربهم. واستمر الجميع بالشراب حتى المساء، وكانت مارغريت هير قد انضمت هي الأخرى إليهم. وفي حوالي الساعة 9:00 مساءً عادت عائلة قراي سريعاً تريد أخذ بعضاً من ملابس أطفالهم من الغرفة، ورأوا بورك وهير مع زوجاتهم والسيدة دوكرتي وهم يغنون ويرقصون وجميعا وهم في حالة سكر. وعلى الرغم من أن بورك وزميله هير تشاجرا وتبادلا بعض اللكمات في تلك الليلة، إلا أنهم في وقت لاحق من الليل قتلا السيدة دوكرتي ووضع جثتها على كومة من القش على طرف السرير.
وفي اليوم التالي عادت عائلة قراي، وبدأت آن تشك في الأمرعندما لاحظت أن بورك كان يحاول منعها من الوصول إلى السرير وهو المكان الذي تركت فيه جواربها. وفي وقت مُبكر من ذلك المساء وبينما كانت عائلة قراي لوحدها بالمنزل، اغتنموا الفرصة وفتشوا كومة القش ليجدوا جثة دوكرتي والدم واللعاب يسيل من وجهها. وبينما هم في طريقهم إلى إبلاغ الشرطة، صادفوا السيدة ماكدوغال التي حاولت بدورها رشوتهم بدفع مبلغ 10 جنيهات في الأسبوع ؛ لكنوا رفضوا. وعندما بلغت العائلة الشرطة عن جريمة القتل كان بورك وهير قد أزالا جثة السيدة ورفعاها إلى الدكتور نوكس لتشريحها. وعثرت الشرطة في أثناء تفتيشها المكان على ملابس السيدة دوكرتي مخبأة تحت السرير وهي ملطخة بالدماء . كما كانت إفادة بورك وزوجته عن أوقات مغادرة السيدة دوكرتي للمنزل متضاربة وهو الأمر الذي أثار شكوك الشرطة بما فيه الكفاية لإلقاء القبض عليهما واخضاعهما للتحقيق. وفي الصباح الباكر توجه فريق الشرطة إلى مشرحة الدكتور نوكس وفعلا عثروا هناك على جثة السيدة دوكرتي; وتعرف عليها السيد جيمس غراي وأفاد أن الجثة تعود إلى المرأة التي سبق وأن رآها مع بورك وهير. وفي ذلك اليوم ألقت الشرطة القبض على كلاً من هير وزوجته وكذلك على بروقان ؛ وجميعهم أنكر أي سابق معرفة بكل هذه الأحداث.
وبلغ عدد ضحايا بورك وهير 16 ضحية. يزعم بورك لا حقا في اعترافاته انه كان هو وهير «تحت تأثير المُسكرات» في أثناء ارتكابهم لهذه الجرائم، وأنه كان «لا يستطيع أن ينام الليل من دون أن يضع بجانبه زجاجة من الويسكي وشمعة تنير له المكان طوال الليل ؛ وكان عندما يصحو ليلاً يحتسي أحيانا نصف زجاجة الشراب —التي كان من شأنها مساعدة على النوم.» كما وكان كذلك يتعاطى مادة الأفيون وذلك حتى تريح ضميره.

## التطورات: التحقيق والطريق إلى المحكمة

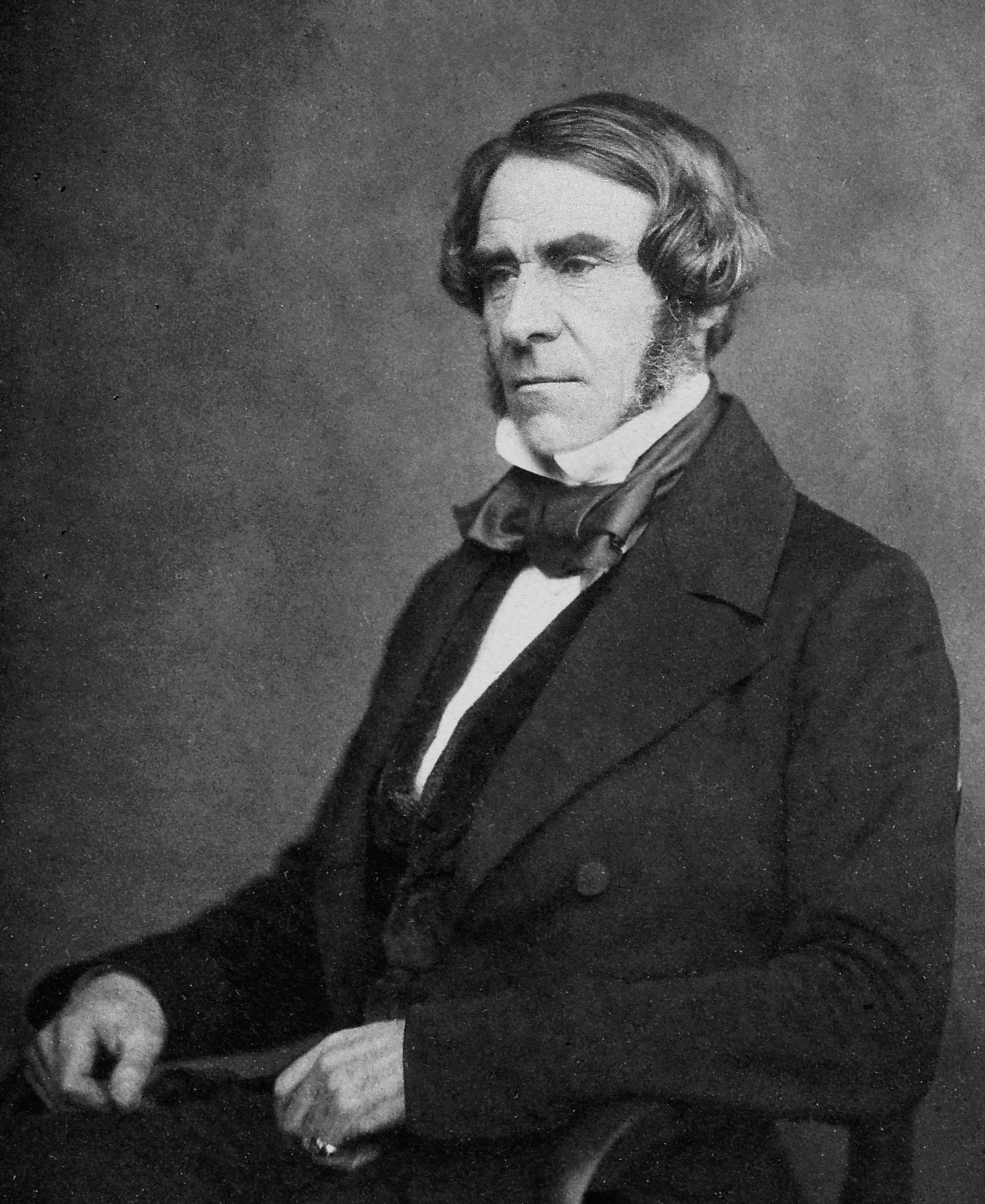
روبرت كريستون المُحقق الذي تولى التحقيق الطب الشرعي على جثة مارغريت دوكرتي

وفي يوم 3 نوفمبر 1828 اصدرت الشرطة مذكرة اعتقال بحق كلاً من بورك وهير وزوجة كلا الرجلين; وكذلك بروقان الذي أُطلق صراحه لاحقا من دون أي تهمة. وسُجن المشتبهين الأربعة كلاً على حدة وأُخذت أقوالهم جميعاً فخرجت جميع أقواله مُتضاربة مع أفاداتهم الأولى في يوم اعتقالهم. وقام لاحقاً الدكتور الكسندر بلاك وهو جراح عسكري بفحص جثة السيدة دوكرتي مع تعين اخصائين اثنان في الطب الشرعي بجانبه وهم روبرت كريستون ويليام نيوبيقينق; اللذان أفادا في تقريرهما الشرعي بأن من المُحتمل أن السيدة دوكرتي قد تعرضت إلى الخنق حتى الموت، ولكن يصعب إثبات هذا طبيا. وبناء على هذا التقرير، وُجهت لبورك وهير تهمة القتل. وكجزء من التحقيق، قام كريستون باجراء مقابلة مع الدكتور نوكس، الذي أكد فيها أن بورك وهير كانا يراقبان الأسكان الفقيرة ويشترون جثث الموتى قبل دفنها. كان المُحقق كريستون مُقراً بأن الدكتور نوكس «يحمل نوايا سيئة من داخله»، ولكن لا يعتقد ان الدكتور خرق القانون.
وعلى الرغم من أن رجال الشرطة على يقين بوقوع هذه الجرائم وأن الجاني لا يمكن أن يخرج على الأقل من بين هؤلاء الأربع، ولكنهم غير متأكدين أن في من مقدرتهم انتزاع اعترافاً من أحدهم. كما وأن رجال الشرطة لازالوا يشتبهون أيضا بأن هناك جرائم أخرى ارتكبها هؤلاء لم تُكتشف بعد نظراً لعدم عثور الشرطة على جثث الضحايا الأمر الذي يعيق التحقيقات. وبمجرد تسرب خبر إمكانية الكشف عن جرائم قتل أخرى إلى الشارع، بدأت الصحف تنشر قصصاً فضيعة وغير دقيقة عن عدد من جرائم القتل ؛ وهو الأمر الذي أوقع الناس في شرك اعتبار كل مفقود لابد وأن يكون تعرض لعملية قتل. اتجهت جانيت براون إلى مقر الشرطة وتعرفت على ملابس صديقتها ماري باترسون، في حين تقدم خبازاً من المنطقة بشهادة أنه رأى ابن المتهم بورك وهو يرتدي بنطال الضحية جيمي ويلسون. وفي يوم 19من نوفمبر صدرت مذكرة اتهام بحق الأربع مشتبهين تدينهم بقتل جيمي ويلسون.
اتبع السير وليام راي، وهو النائب العام أسلوباً واحداً مع المشتبهين الأربع وهو التركز على أحد المتهمين وانتزاع اعترافاً منه يُدين فيه الآخرين معه. وفعلا في اليوم الأول من شهر ديسمبر وقع الاختيار على هير وعُرض عليه الشهادة ضد الآخرين والاعتراف بكامل تفاصيل قتل السيدة دوكرتي وغيرها في مقابل ضمان حقه في عدم الملاحقة القضائية فيما بعد ؛ وأما زوجته فقد أُعفيت من القضية بسبب أن هير لا يحق له الشهادة ضد زوجته وفقاً لقانون السرية الزوجي. وفعلا قدم هير اعترافاً كاملاً بجميع جرائم القتل وهو الأمر الذي عده النائب راي دليلاً كافياً لتثبيت الإدانة. وفي اليوم الرابع من شهر ديسمبر صدرت تُهم رسمية بحق بورك وزوجته ماكدوغال بقتل ماري باترسون وجيمس ويلسون وكذلك السيدة دوكرتي.

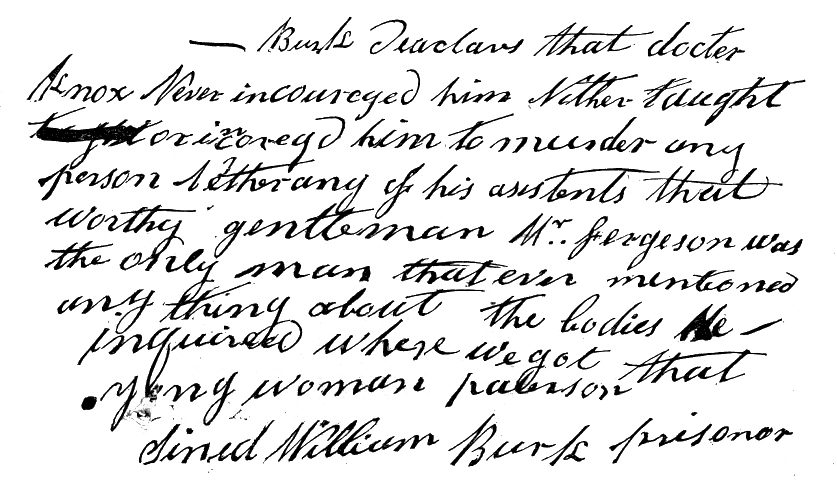
اقرار من بورك في الثاني من يناير عام 1829 إلى صحيفة إدنبرة كورنت بأن الدكتور نوكس لم يدفعه أو يقول له أو يحضه على قتل أي شخص"

لم توجه هناك أي تهمة قتل بحق الجراح نوكس وذلك نظراً لأن شهادة وإفادة بورك إلى الشرطة أخلت مسؤوليته. ومع انتشار تقارير الصحف الإخبارية عن القضية وما فيها من تفاصيل وانتقادات بدأ الوعي لدى الرأي العام يرتفع. فكان الرأي العام ضد ما كان يقوم به الدكتور نوكس ووفقا لرأي بايلي يقول بأن الكثير من الناس في إدنبرة كانت تتهم الدكتور بأنه «هو الفاسد الذي كان يُدير المشهد ويتلاعب ببورك وهير كيفما شاء». ونُشر في افتتاحيات العديد من الصحف انتقادات كثيرة تقول فيها بأن من المفروض أن يكون الدكتور نوكس في قفص الاتهام بجانب القتلة الآخرين، ومثل هذه الانتقادات كانت دائما ما توجه وتثير الرأي العام. الغريب أن هناك من نحت كلمة جديدة اشتقها من اسم المُجرم بورك وأطلق عليها اسم بوركينق وتعني خنق الضحية وقتله أو تعني كل من يرتكب جريمة قتل بنية تشريح الجثة، كما وانتشر أيضا في شوارع مدينة أدنبرة الأبيات الشعرية التالية:
up the close and doon the stair
but and ben' wi Burk and Hare
Burke's the butcher, Hare's the thief

Knox the boy that buys the beef

## المحاكمة
وبدأت المحاكمة في تمام الساعة 10:00 صباحا في عشية يوم عيد الميلاد من العام 1828 أمام المحكمة العليا للقضاء في مقر برلمان مدينة أدنبرة. وكان الوكيل كاتب العدل، ديفيد بويل هو من كان ينظر في القضية بمساعدة كلاً من الوكلاء ميدووبانك وبيتميلي وماكنزي. وبعد فترة قصيرة وبمجرد أن فتحت المحكمة أبوابها في الساعة 9:00 صباحاً حتى أقكتضت ساحة المحكمة بالكامل،  كما واحشدت الجماهير بأعداد غفيرة وتجمعوا خارج مبنى البرلمان; هذا وقد أُستدعي حوالي 300 من رجال الشرطة والمجندين لمنع أي اضطرابات، في حين كان الجنود الراجلة والفرسان على أهبة الاستعداد كنوع من الاحتياطات المُسبقة.
استمرت المحاكمة طوال اليوم كاملاً إلى صباح اليوم التالي; ويقول روزنر وصل الموضوع إلى درجة أن تأجيل القضية الرسمي بغرض تناول وجبة العشاء أصبح مثار جدل حول مدى جدية وصدق المحاكمة. وعندما تُليت التهم بحق المدانين اعترض اثنان من فريق محامي الدفاع على محاكمة ماكدوغال وبورك معاً في الوقت ذاته. واحتج محامي بورك جيمس مونكريف، بورك بأن موكله مُتهم «بثلاث جرائم قتل مُنفصلة كل واحدة منها وقعت في وقت مختلف وكذلك في مكان مختلف» ويُحاكم مع متهم آخر «يُعتقد أنه ليس له أي علاقة بجريمتين قتل اُتهم فيها». وقد استمرت النقاشات القانونية عدة ساعات حول وجاهت هذه الاعتراضات. وبعدها قرر قاضي المحكمة من أن أجل ضمان محاكمة عادلة أن تُفصل لائحة الاتهام ويُبت فيها على نحو ثلاث جرائم قتل مُنفصلة. ومن ثم منح المحقق راي حرية الاختيار بأي قضية شاء أن يبدأ بها أولا ؛ وكان اختيار المحقق أن يتم البت في قضية قتل السيدة دوكرتي أولا نظراً لتوفر الأدلة الدامغة وعثورهم جثة الضحية.
وفي وقت مبكر من عصر ذلك اليوم أنكر بورك وماكدوغال أمام المحمة ارتكابه جريمة قتل السيدة دوكرتي. وبعدها طلبت المحكمة شهادة أول الشهود الذين تجاوز عددهم 55 شخص بمن فيهم هير والدكتور نوكس ؛ مع العلم أنه لم يستدعى جميع من كانوا على قائمة الشهود كما وأن المحكمة راعت أن لا يتم استجواب الدكتور نوكس ولا ثلاثة من مساعديه. وشهد ديفيد باترسون أمام المحكمة وهو أحد مساعدي الدكتور نوكس والشخص الرئيس الذي كان بورك وهير يتعاملان معه في مشرحة الدكتور نوكس على أن كلاً من بورك وهير كانوا يحضرون عدداً من الجثث إلى المشرحة.
وفي وقت مبكر من المساء أخذ هير زمام المبادرة وأدلى بما لديه من أدلة. خلال التحقيقات في مقتل دوكرتي، ادعى هير أن بورك هو المتهم الوحيد بقتل السيدة وأما زوجته ماكدوغال فكانت متورطه من حيث أنها أوقفت هروب السيدة دوكرتي مرتين وأعادتها إلى المنزل؛ أما دوره هو فكان فقط مساعده بورك في تسليم الجثة إلى الدكتور نوكس. وعلى الرغم من أن المحكمة وجهت له عدداً من الأسئلة عن جرائم قتل أخرى، إلا أن لم يكن مُلزماً بالإجابة عليها لأن المحاكمة كان تدور فقط حول تهمة مقتل دوكرتي. وبعدما خلُصت المحكمة من استجواب هير، أتى الدور الآن على زوجته فتقدمت إلى المكان المُخصص للشهود وهي تحمل في يدها ابنها الرضيع وكان وقتها يعاني من السعال الديكي. وكانت تتحجج بنوبات سعال الطفل من أجل كسب المزيد من الوقت للتفكير في الأجوبة على بعض الأسئلة، وكانت أيضا تتحجج أمام المحكمة بأن ذاكرتها ليست على ما يرام وهو ما يجعلها غير قادرة على استحضار العديد من المناسبات.
وكان الدكتور بلاك والدكتور كريستيون هما آخر شهود الإدعاء; وأقروا جميعاً بأن الشك كان يساورهم وقتها حيال الموضوع، ولكن لم يكن هناك أي مُستند أو دليل شرعي كان من شأنه دعم هذا الزعم بوجود جرائم القتل هذه. أما شهود الدفاع فلم يُستدعى منهم أحد على الرغم من اقرار بورك وماكدوغال الاستهلالية تُليت وهم في مكانهم. وبعدها لخصت النيابة القضية، وبعد الساعة 3:00 صباحا، أدلى محامي الدفاع ببيانه الختامي الذي استمر لمدة ساعتين وأما محامي دفاع ماكدوغال وجه حديثة إلى لجنة المحلفين بالنيابة عن موكلته في حدود الساعة 5:00 صباحا. ومن ثم قام بويل بسرد ملخص القضية ووجه لجنة المحلفين بقبول حجج الادعاء. وبعدها خرجت لجنة المحلفين للنظر في الحكم في الساعة 8:30 صباحا في يوم عيد الميلاد وعاد بعدها بخمسين دقيقة للنطق بالحكم. وصدر حكم بالإدانة بحق بورك بتهمة قتل دوكرتي ؛ أما زوجته ماكدوغال فلم تثبت التهمة نفسها ضدها. وبعدما صدر حكم الإعدام بحق بورك، قال بويل له:
أتمنى تشريح جثتك وأن تنشر أمام الملئ. وإذا أمكن تحنيطها فيا ليت تُحنط أيضا وذلك حتى تتذكر الأجيال جرائمك البشعة.

## ما تلى المحاكمة من أحداث بما في ذلك تنفيذ حكم الإعدام ومن ثم تشريح الجثة

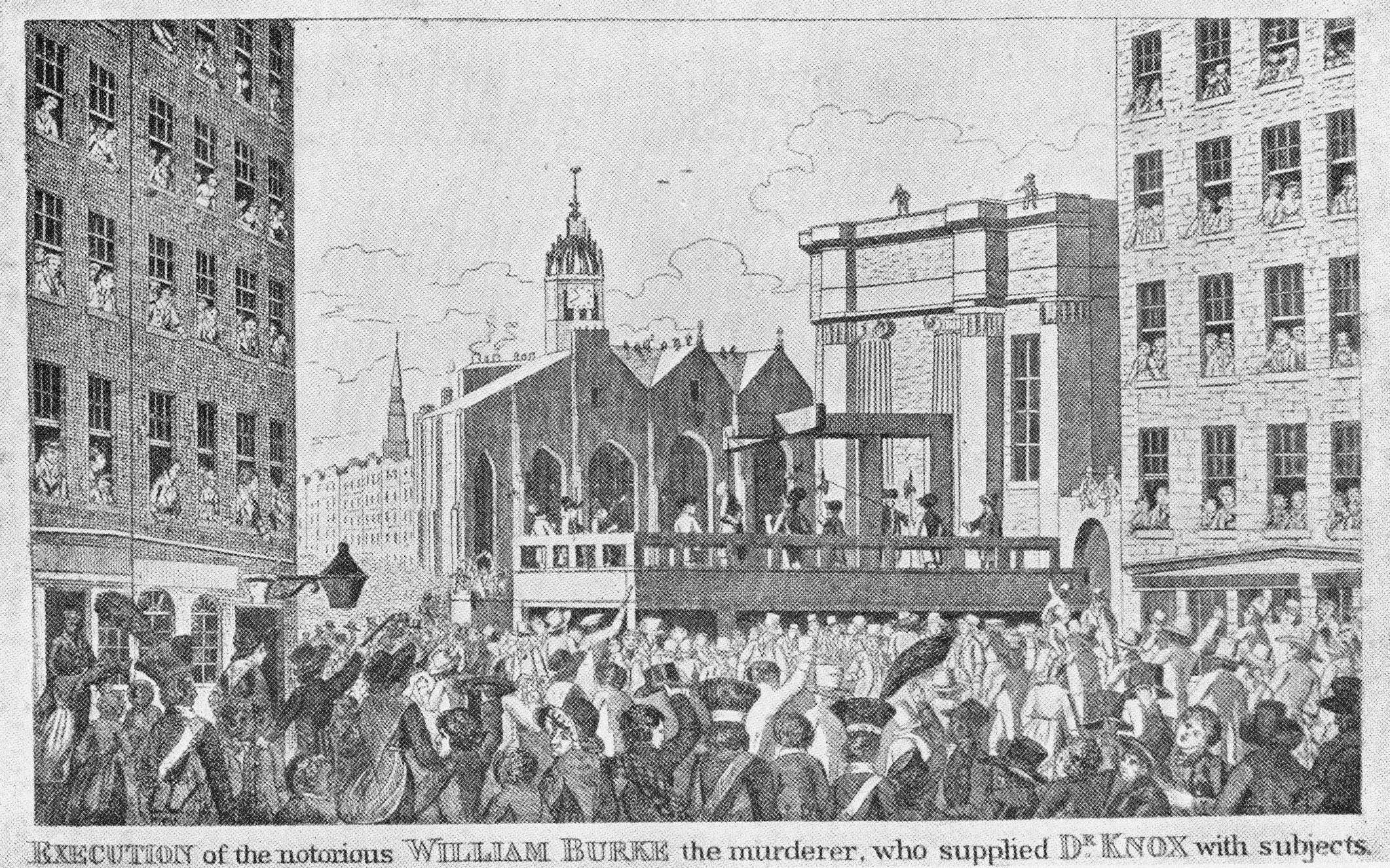
تنفيذ حكم الإعدام في بورك. طباعة حديثة

وفي نهاية المحاكمة أُطلق سراح السيدة ماكدوغال وعادت إلى منزلها. في اليوم التالي خرجت كي تشتري شراب الويسكي فهاجمتها مجموعة حانقة على حكم المحكمة ببعدم إدانتها. وحفاظاً على سلامتها أخذتها للشرطة ابنى أمني قريب من منطقة فاونتين بردج، ولكن بعد أن لحقتها هذه المجموعة وطوقوا المبنى هربت من النافذة الرئيسية إلى الخارج واتجهت إلى مقر الشرطة الرئيسي بعيدا عن شارع ادنبره السريع. وقبل أن تغادر مدينة أدنبرة في اليوم التالي طلبت من الشرطة رؤية زوجها بورك ولكن قوبل طلبها بالرفض، وإلى يومنا لا يُعرف ما حل بها وبأخبارها بعدما غادرت المدينة. في يوم 3 يناير عام 1829، وبناء على طلب قساوسة الكاثوليك وكذلك طلب قساوسة الطائفة المشيخية، قدم بورك اعترافات أخرى. وفيها أعطى تفاصيل أكثر من تلك التي اعترف فيها رسميا قبل أن تتم محاكمته، وقد وجه لومه إلى هير وأدعى أنه أكثر من تسبب في وقوع جرائم القتل هذه.
وفي يوم 16يناير 1829 صدرت عريضة احتجاج بالنيابة عن أم جيمس ويلسون الأم وأخته تعترض فيها على منح هير الحصانة من المقاضاة والملاحقة القانونية وخروجه من السجن، وفعلا نظرت محكمة القضاء العليا في أمر العريضة وتداولتها طويلاً ولكن رُفضت بأغلبية 4 أصوات ضد 2. أما مارغريت هير فقد أُطلق سراحها في يوم 19 يناير واتجهت بعدها إلى مدينة غلاسكو محاولةً العودة مرة أخرى إلى بلادها أيرلندا. وبينما كانت تنتظر صعود السفينة تعرفت عليها مجموعة من الناس ومن ثم تهجموا عليها. وتدخلت الشرطة تحميها من الناس المهاجمة وعينت معها حراسة من الأمن تصحبها إلى السفينة المتجهة إلى بلفاست ؛ ومنذ مغادرتها وحتى وصولها إلى إيرلندا لا يوجد هناك أية معلومات دقيقة عن حياتها فيما بعد.

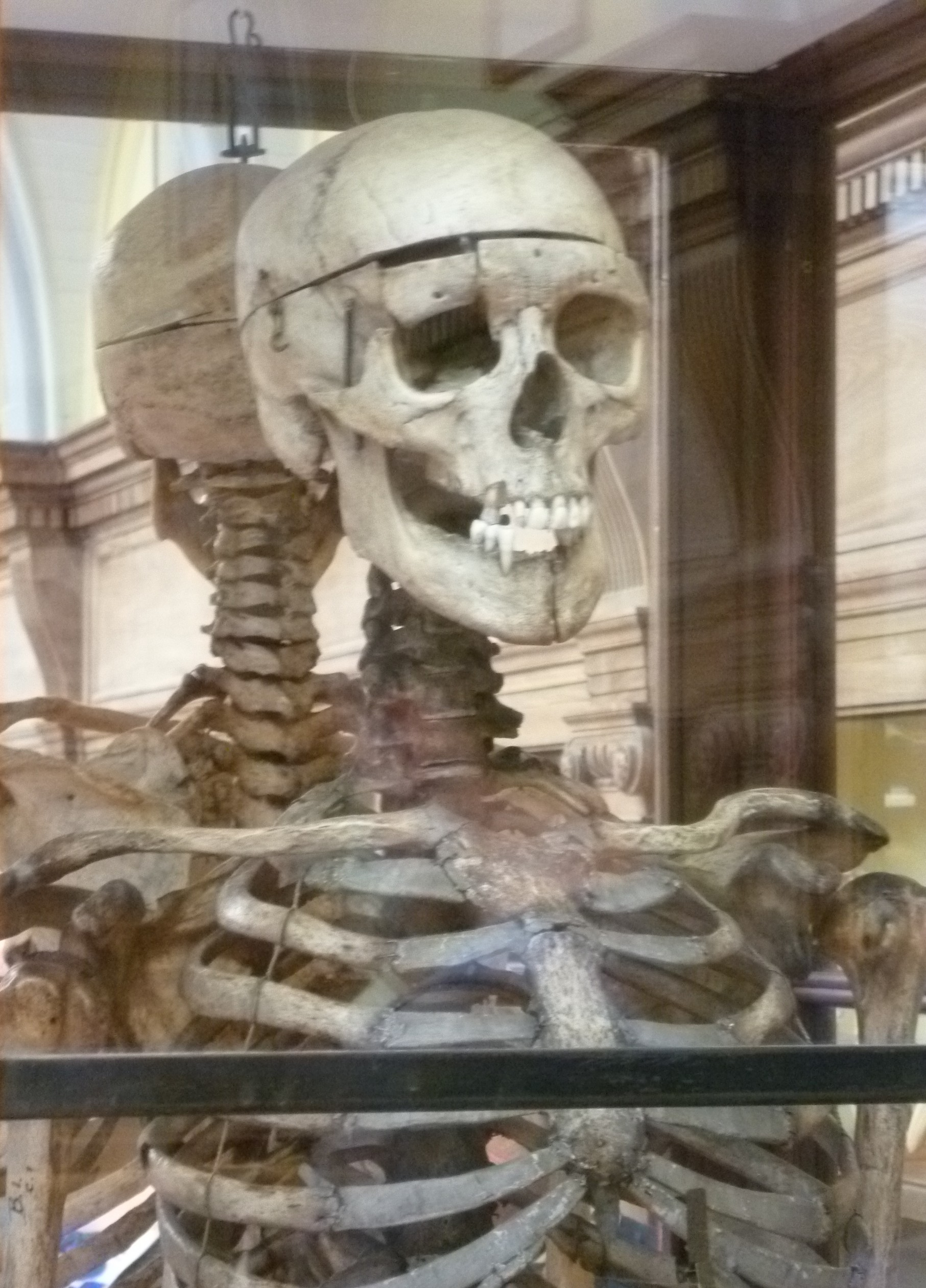
هيكل بورك العظمي المُحنط

وقد تم تنفيذ حُكم الإعدام شنقاً في بورك في صباح يوم 28 يناير 1829 وذلك بحضور حشد غفير من الناس يصل عددهم قرابة الـ 25,000 شخص; وكان يتم تأجير نوافذ المباني المُطلة على مقصلة إعدامه بأسعار تتراوح بين الـ 5 إلى الـ 20 شلن. , في اليوم الأول من شهر فبراير قام الأستاذ مونرو بتشريح جثته أمام العلن مسرح جامعة أولد كولدج. وقد أُستدعيت الشرطة في حينها عندما تدافعت أعداد كبيرة من الطلاب تريد حضور محاضرة الدكتور مونرو التي كانت تذاكر حضورها محدود جداً. وقد نشبت بعدها حالة من الشغب قبل أن تعود الأمور إلى حالها بعدما وعد أحد أساتذة الجامعة أن يسمح للناس بالمرور على مسرح الجامعة بعد تشريح الجثة بشرط أن تكون على دفعات تضم كل دفعة 50 شخصا. وخلال هذه العملية التي استمرت مدة ساعتين، مرر مونرو ريشة قلمه على دم بورك وكتب «كُتب هذا بدم بورك الذي مات شنقاً في مدينة ادنبره. وقد أُخذ هذا الدم من رأسه».
وقد دُفع بالهيكل العظمي لجثة بورك إلى المتحف التشريحي في كلية أدنبرة الطبية ولا يزال إلى يومنا هذا من العام 2018 قابعاً هناك. كما ولا يزال قناعه المُسمى بقناع الموت وكتاب مُرفق مع جلده المُسمر معروض ويمكن الإطلاع عليه في قاعة متحف الجراحين.
أما هير فقد أُطلق سراحه في يوم 5 فبراير من العام 1829— ومددت الشرطة فترة اعتقاله مدة أطول حماية له، كما وعاونته الشرطة على مغادرة المدينة بعدما قامت بالتمويه عليه في عربات البريد باتجاه بلدة دومفريز. وفي إحدى محطات التوقف، تعرف عليه أحد الركاب، وهو إرسكين دوغلاس ساندفورد المُستشار المُبتدئ الذي سبق له وأن مثل عائلة ويلسون الأسرة ؛ فما كان من السيد ساندفورج إلا أن كشف عن هوية الرجل أمام الركاب الآخرين. وما أن وصلوا إلى بلدة دومفريز حتى أنتشر خبر هير وتواجده بالبلدة، فتجمع حشد كبير أمام الفندق الذي كان مقرر أن ينزل فيه تلك الليلة. فوصلت الشرطة ورتبت حينها أسلوباً تموه فيه على الحشود يستطيع من خلاله هير الهروب من نافذة الفندق الخلفية ويتجه بعدها إلى عربة نقل تُقله إلى سجن المدينة كي يبقى هناك آمنن. قامت بعدها الحشود بمحاصرة المبنى ورشق الأبواب والنوافذ بالحجارة وتهشيم مصابيح الشوارع قبل أن تقوم الشرطة باستدعاء عدد 100 من الجنود الخاصين تفرض فيه النظام وتستعيد فيه السيطرة. وفي الساعات الأولى من الصباح، رافقه ضابط أمن وميليشيات من الحرس مهمتهم تأمين خروجه من المدينة، وتوصله إلى طريق آنان وبعده ترشده كيف يجد طريقه الحدود الإنجليزية. ومنذ ذلك اليوم لا توجد أخبار موثوق عنه ولاتزال حياته ومصيره مجهولة.

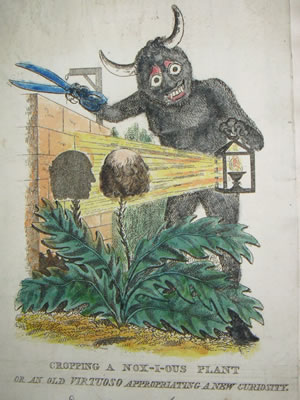
رسم كاريكاتوري للدكتور نوكس وهو يهم بحصد جثثه

أما الدكتور نوكس فرفض أن يدلي بأي تصريحات للناس حول تعاملاته مع بيرك وهير. كان الرأي السائد في إدنبرة عن الدكتور أنه مسؤول هو أيضا عن هذه الأحداث وشريك فيها ؛ وكان يُسخر منه عن طريق رسمه في صور كاريكاتورية، وفي شهر فبراير، احتشد عدد من الناس أمام منزله وأحرقوا دمية على شكله. وقد نشرت لجنة التحقيق خبر برأته من تهمة التواطؤ وذكرت أنهم «لم يثبت عندهم بالدليل أن الدكتور نوكس أو أياً من مساعديه كانوا على علم مُسبق بوقوع هذه الجرائم بحق من كانوا اشتروا جثثهم». هذا وقد استقال الدكتور من منصب أمين متحف كلية الجراحين وقام أقرانه باستبعاده تدريجيا من الحياة الجامعية. غادر بعدها مدينة ادنبره في العام 1842 وبدأ يحاضر في بريطانيا وفي قارة أوروبا. وبينما كان يعمل في لندن تصادم مع لوائح الكلية الملكية للجراحين وحُرم بعدها من إلقاء المحاضرات ؛ ومن ثم أُسقط اسمه من قائمة الزملاء في جمعية أدنبرة الملكية في عام 1848. ومن عام 1856 عمل في قسم الأمراض التشريحي في مستشفى برومبتون للسرطان ونال مزاولة الطب المهنية في هاكني حتى يوم وفاته في عام 1862.

## أرثه

### التشريعات

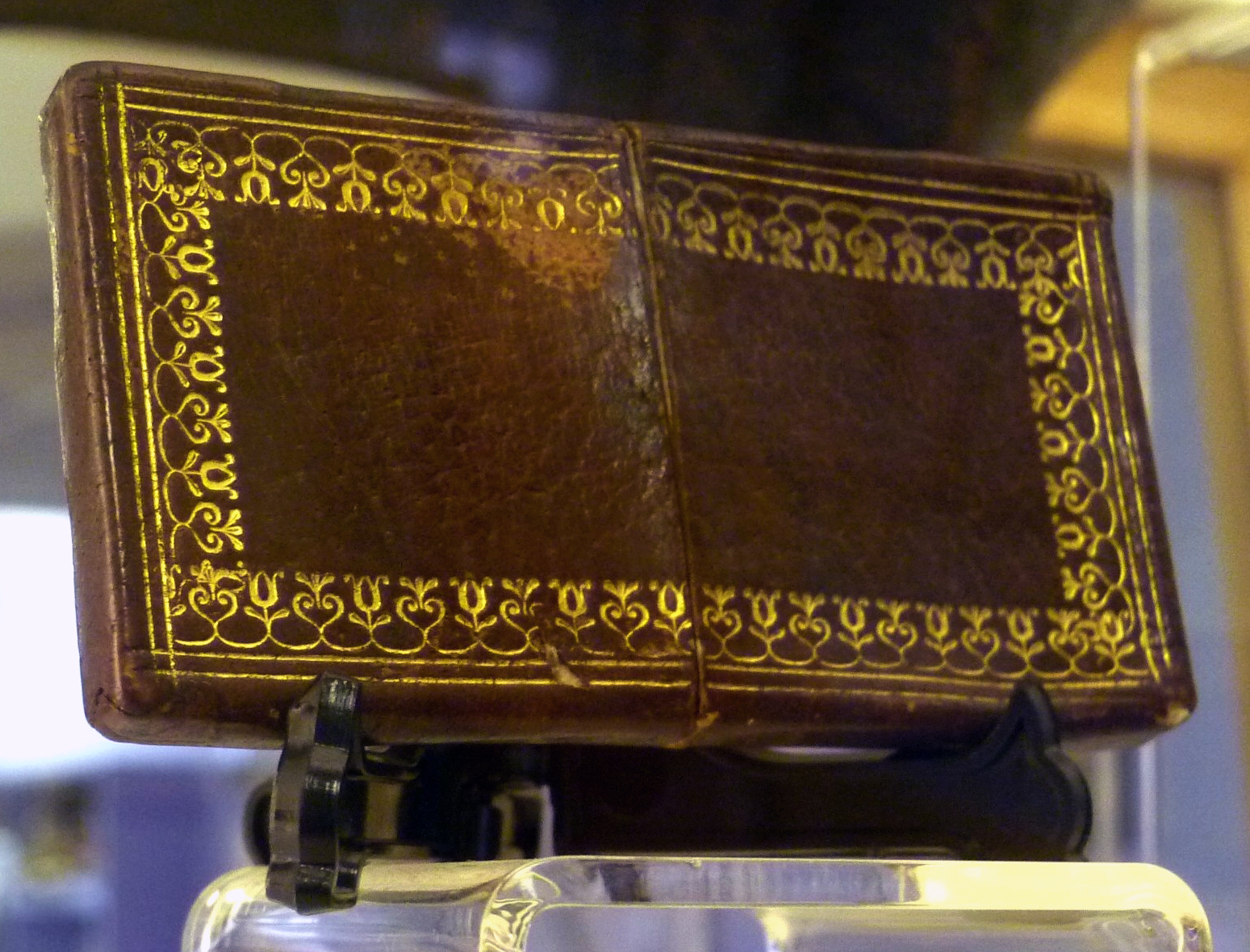
بطاقة دعوة مصنوعة من جلد بورك

تناول الفيلسوف الإنجليزي جيرمي بنثام قضية توفير الجثث لأغراض علمية قبلما يرتكب بورك وهير جرائمهما. وفي منتصف عام 1828—أي قبيل ستة أشهر من جرائم بورك وهير، تقدمت لجنة برلمانية منتخبة مشروع قرار «تمنع فيه الممارسات التشريحية الغير مشروعة وتحدد القوانين التشريعية للكليات المعنية بمهنة التشريح». إلا أن مجلس اللوردات البريطاني رفض تمرير هذا المشروع في عام 1829.
وقد ساهمت جرائم بورك وهير في رفع نسبة الوعي العام بضرورة الحاجة إلى وجود هيئات طبية وتجارية تنضم عمل ما كان يقوم به الأطباء مع لصوص القبور والقتلة. وقادت قضية مقتل صبي بعمر الـ 14 وما تلا مقتله من محاولات لبيع جثته على كلية الطب التابعة لكلية كينغز في لندن إلى فتح تحقيق في ظاهرة ما تسمى بوركر لندن على اسم بورك، وهم أولئك الذين انصب اهتمامهم مؤخرا بدلاً من سرقة قبور الموتى إلى تعمد القتل بغرض بيع جثثهم ؛ وفعلا صدر حكم الإعدام شنقا بحق رجلين اثنين في بداية شهر ديسمبر من العام 1831 لإقدامهم على هذا الفعل. وصدر لاحقاً مشروع قرار إلى البرلمان الذي أبدى موافقته الملكية بعد تسعة أشهر من تقديمه ليصبح لاحقاً قانون التشريح لعام 1832. وينص هذا القانون على السماح فقط بتشريح جثث موتى الإصلاحيات التي لم يتقدم بطالبها أحد بعد مرور 48 ساعة من الوفاة، كما وأوقف هذا القانون الممارسات التشريحية التي كانت تتم بحق السُجناء الذين تصدر فيهم عقوبات بالإعدام.

### تجسيد شخصياتهم في وسائل الإعلام وفي الثقافة الشعبية
ظهرت شخصيات خيالية تجسد فيه أعمال قتلة أحداث المرفأ الغربي للبلاد. فمثلا قام روبرت لويس ستيفنسون في العام 1884 بالتطرق لهما وهو يروي أحداث قصته القصير التي تحمل عنوان «خاطف الأجساد» وكذلك ذكر قصتهم مارسيل سكوب في الفصل الأخير من كتابه الحيوات الخيالية (1896), في حين استخدمت المؤلفة اليزابيث بيرد التي تقيم في أدنبرة أحداث قصتهم في رواياتها الله لا يرحمهم (1974) وأيضا في قصتها البحث عن ماجي هير (1976). كما وأن هناك من أدى دور شخصايتهم على المسرح والشاشة، وكان أداء الشخصيات يغلب عليهم كثير التمثيل الخيالي.
وسبق لديفيد باترسون، وهو أحد مُساعدي الدكتور نوكس أن تواصل مع الروائي والتر سكوت وطلب منه إن كان من مهتماً بالكتابة عن شخصية القتلة، ولكنه رفض، بالرغم من اهتمام سكوت الطويل بموضوعهما. وكتب سكوت في وقت لاحق معلقاً:
جلب لنا إستيرادنا الإيرلندي اكتشافا اقتصاديا عظيماً وتحديدا لما يصبح صعلوكا لا يستحق العيش أكثر مما عاش القضية المحورية في التشريح والتي بعدها طهُرت الشوارع من أولئلك الخارجين عن المجتمع الذين لن يفتقدهم أحد لأننا لا نتمنى أن نراهم أصلا مرة أخرى.

## الملاحظات والمراجع

## وصلات خارجية
- ما كتب عن بورك وهير في مكتبة اسكتلندا الوطنية
- أصداء رجال البعث الأسكتلنديين